# Наньшань (горы)
Наньша́нь (Нань-шань; кит. 南山) — горная система в Китае, расположенная между Цайдамской котловиной на юге и пустыней Алашань на севере.

## Название
Название Наньшань в переводе с китайского означает «южные горы» и относится к северо-восточной окраине Куньлуня; ему противопоставляется название нагорья Бэйшань — «северные горы», расположенного у восточной оконечности Тянь-Шаня.

## Характеристика
Наньшань простирается с северо-запада на юго-восток на 800 км. Ширина достигает 320 км. Горная система состоит из нескольких субпараллельных хребтов, разделённых продольными долинами: Циляньшань, Тулайшань (托来山), Тулайнаньшань (托来南山),  Сулэнаньшань (с высшей отметкой 6346 м — или, по современным данным, 5808 м), Улан-Дабан, Дакэн-Дабан, Кукунор, Даюйлин. Хребты сложены преимущественно песчаниками, сланцами, известняками. Часто встречаются проявления карста. Северные хребты Наньшаня возвышаются над пустыней Алашань примерно на 4500 м, тогда как относительное превышение южных склонов составляет всего 1500 м. Южные отроги Наньшаня часто отклоняются от основного простирания системы и образуют ряды коротких кряжей.
Количество осадков в предгорьях обычно не превышает 300 мм в год; в высокогорьях — от 400 мм на западе до 700 мм на востоке. Снеговая линия снижается с запада на восток от 5200 до 4200 м. В Наньшане насчитывается около 2850 ледников (главным образом на северных склонах хребтов) общей площадью 1970 км². Преобладают ледники длиной 1—2 км, крупнейший ледник — Лаохугоу площадью 21,9 км².
Большая часть Наньшаня относится к области внутреннего стока Центральной Азии, юго-восточные районы — к бассейну реки Хуанхэ. На западе системы преобладают горные пустыни и степи, на востоке — лесостепи и еловые леса; выше 3000 м — луга.

## Интересные факты
В XIX веке Наньшань изучали такие известные русские учёные, как Николай Пржевальский, Всеволод Роборовский, Григорий Потанин, Григорий Грумм-Гржимайло и Владимир Обручев. Один из горных хребтов назван именем географа Г. Н. Потанина.